# JP-8

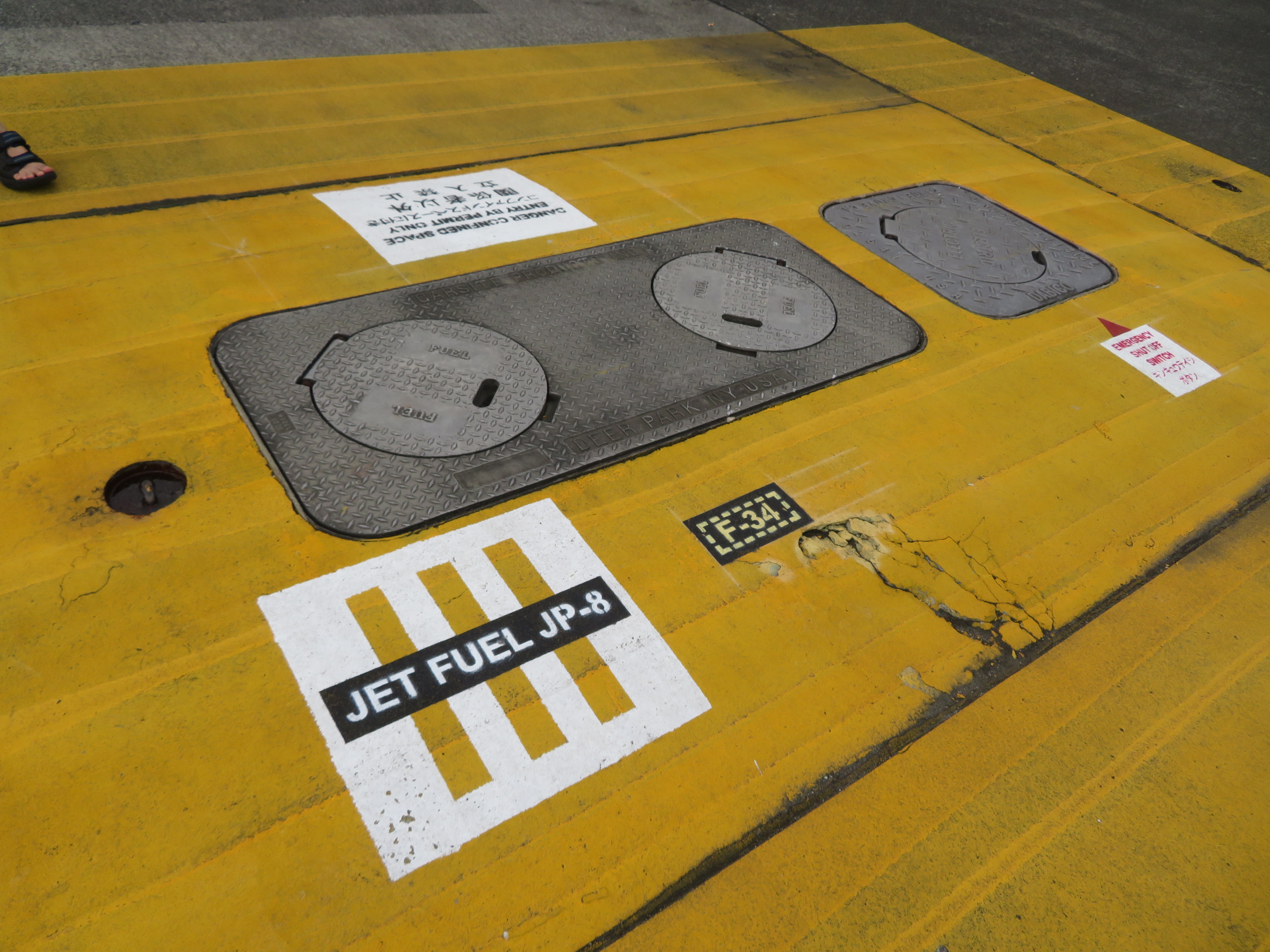
米軍横田基地のJP-8ジェット燃料給油口

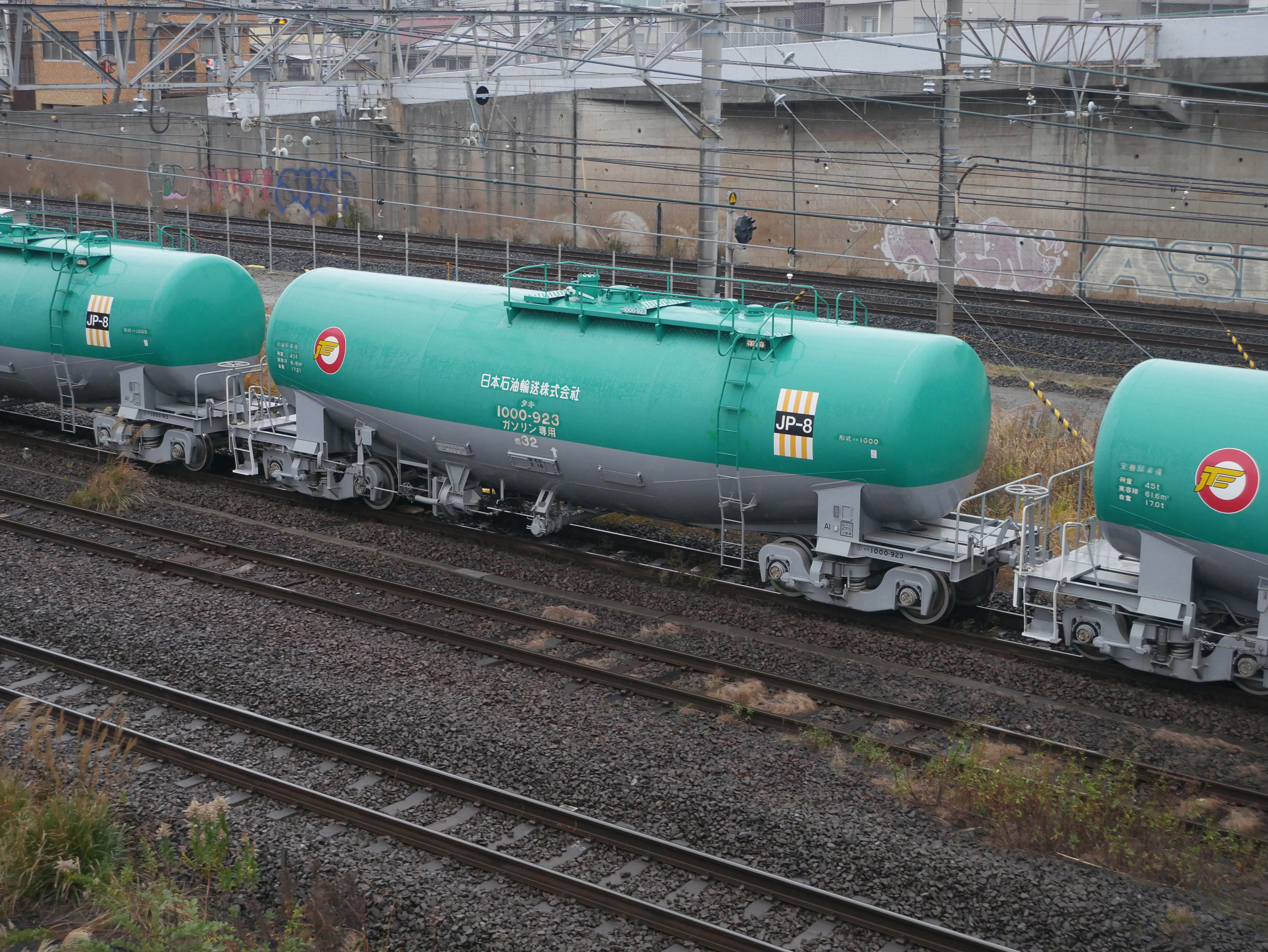
"JP-8"マークが記された、横田基地に向けてJP-8ジェット燃料を輸送するタンク車

JP-8は、JP-4 ジェット燃料の代わりとして使用するために、アメリカ合衆国で1990年に制定されたジェット燃料である。民間規格のJet-Aと類似した組成を持ち、JP-4よりも高い安全性を持つ。少なくとも2025年まで使用されると思われる。JP-8は、JP-4よりベンゼン（発癌物質）とn-ヘキサン（神経毒）が減らされている。
高い安全性から、近年では航空機用としてだけではなく、戦車や軍用車両のガスタービンエンジンやディーゼルエンジンの燃料としても使用されている。

## 規格
- ブリティッシュ・ディフェンス・スタンダード：91-87
- NATOコード：F-34
- MIL規格：MIL-DTL-83133

## バリエーション
JP-8+100は、1994年に導入された、熱に対する安定性を華氏100度（摂氏37.78度）まで高める添加物を添加されたJP-8のバージョンである。添加物は、界面活性剤・金属非活性化物・酸化防止剤をブレンドしたもので、コークスによるエンジン燃料系の汚れを軽減する。民間ではこの添加物が、KLMオランダ航空でも使用されている。